# زانتوس
زانتوس یا زانث ( یونانی : Ξάνθος زانثُس ) نام شهری باستانی در لیکیه است که امروزه کاش نامیده می‌شود و در استان آنتالیا، ترکیه جای گرفته است. رودی به هم این نام در آن جا روان است.
از سال ۱۹۸۸ یونسکو آن را در فهرست میراث جهانی یاد داشته است.

## ریشه‌شناسی نام
زانثُس = زَنث ( رنگ زَرد و زرّین در یونانی ) + اُس ( پسوند نام‌ها در یونانی )

## در دوران روم
زانتوس یکی از شهرهای استان رومی لیکیه بود. در ۴۲ ق.م، مارکوس یونیوس بروتوس پس از کشتن ژولیوس سزار و آغاز جنگ داخلی آزادی‌بخشان به لیکیه آمد تا پول و سرمایه‌ی کافی برای نبرد فیلیپی را تأمین کند. دولت‌شهرهای لیکیه از همکاری با وی خودداری کردند؛ پس بروتوس زانتوس را در محاصره گرفت و این شهر چنان سوزانده و ویران شد که تنها ۱۵۰ تن از زانتیان از آتش‌سوزی جان به‌در بردند. البته پلوتارک مسبب این قتل‌عام را خودِ زانتیان می‌داند، چه بروتوس و رومیان کوشیدند زانتیان را از آتش‌سوزی نجات دهند اما نتوانستند. البته بعدها با نظارت مارکوس آنتونیوس این شهر بازسازی شد.